# Benedetta passione
Benedetta passione è un brano musicale della cantante italiana Laura Pausini. È il 4º ed ultimo singolo estratto il 24 giugno 2005 dall'album Resta in ascolto del 2004.

## Descrizione
La musica è composta da Gaetano Curreri e da Saverio Grandi; il testo è scritto da Vasco Rossi; l'adattamento spagnolo è di Laura Pausini.
La canzone viene tradotta in lingua spagnola con il titolo Bendecida pasión, inserita nell'album Escucha ed estratta come 4º singolo in Spagna e in America Latina.
I due brani vengono trasmessi in radio; vengono realizzati i due videoclip.
La cantante esegue Benedetta passione in estate al Festivalbar 2005 (anche se partecipa con Come se non fosse stato mai amore).
La particolarità della canzone è che la tastiera è identica a quella della sigla della trasmissione Tira e Molla, andata in onda su Canale 5 con Paolo Bonolis e Luca Laurenti mentre il sintetizzatore produce il suono di un camion che accelera.

## Il video
Il video (in lingua italiana e in lingua spagnola) è stato diretto dal regista Gaetano Morbioli e trasmesso in anteprima nella settimana dell'11 luglio 2005. Nel video Laura Pausini interpreta il brano, seduta in una stanza le cui pareti sono tappezzate da migliaia di fotografie in bianco e nero. Si alternano immagini di alcuni concerti della cantante, girate durante varie tappe della tournée World Tour 2005, per le quali sono state utilizzate 12 telecamere diverse.
Nel 2005 il videoclip del brano Bendecida pasión viene inserito nell'album Live in Paris Limited Edition e 2 DVD Edition.

## Tracce
CDS - Promo 15498 Warner Music Italia
1. Benedetta passione

CDS - Promo Warner Music Spagna-Latina
1. Bendecida pasión

Download digitale
1. Benedetta passione
2. Bendecida pasión

## Pubblicazioni
Benedetta passione viene inserita in una versione Live (video) nel DVD di Fatti sentire ancora/Hazte sentir más del 2018.

## Crediti
- Laura Pausini: voce
- Celso Valli: pianoforte, tastiera
- Massimo Varini: chitarra elettrica, chitarra acustica
- Paolo Gianolio: chitarra acustica
- Michele Vanni: chitarra acustica
- Cesare Chiodo: basso
- Alfredo Golino: batteria

## Pubblicazioni
Benedetta passione viene inserita in versione Live negli album Live in Paris 05 del 2005 (video), San Siro 2007 del 2007 (Medley audio e video), Laura Live World Tour 09/Laura Live Gira Mundial 09 del 2009 (Medley Rock video) e Fatti sentire ancora/Hazte sentir màs del 2018 (Medley Reggaeton video).
Bendecida pasión viene inserita in versione Live nell'album Laura Live Gira Mundial 09 del 2009 (Medley Rock audio).

## Colonna sonora
Nel 2010 Benedetta passione viene utilizzato come colonna sonora della telenovela brasiliana Passione.